# Paul Barroilhet
Pour les articles homonymes, voir Barroilhet.
Bernard Paul Barroilhet, né le 10 décembre 1805 à Bayonne et mort le 2 avril 1871 à Paris, est un baryton et collectionneur de tableaux français.

## Famille
Il est le fils de Pierre Barroilhet (1768-1839), maitre carrossier à Bayonne, issu d'une famille gasconne originaire de Saint Sever (Landes), et de Marie Pêche (1772-1860), issue d'une famille de tilholiers de l'Adour. Son frère Charles-François Barroilhet (1804-1865) émigra en 1827 au Perou et au Chili pour y faire fortune dans l'exportation de guano et dans l'exploitation de mines d'or.
Marié à une Milanaise (Gaetana Casanova 1813-1865), il n'eut qu'une fille Alexandrine Laurence (1832 - 1893).

## Biographie

### Études et débuts (1823-1840)

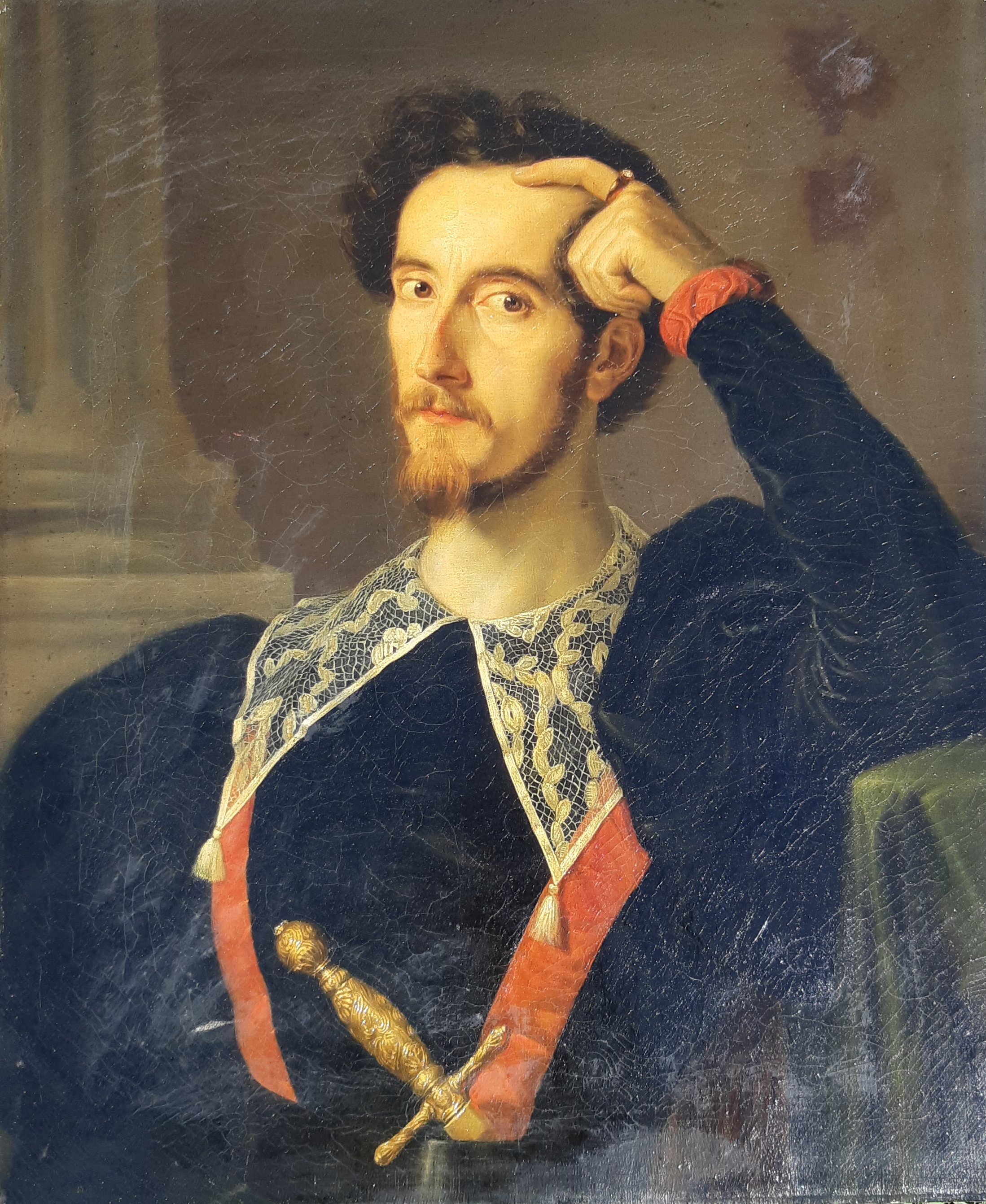
Paul Barroilhet

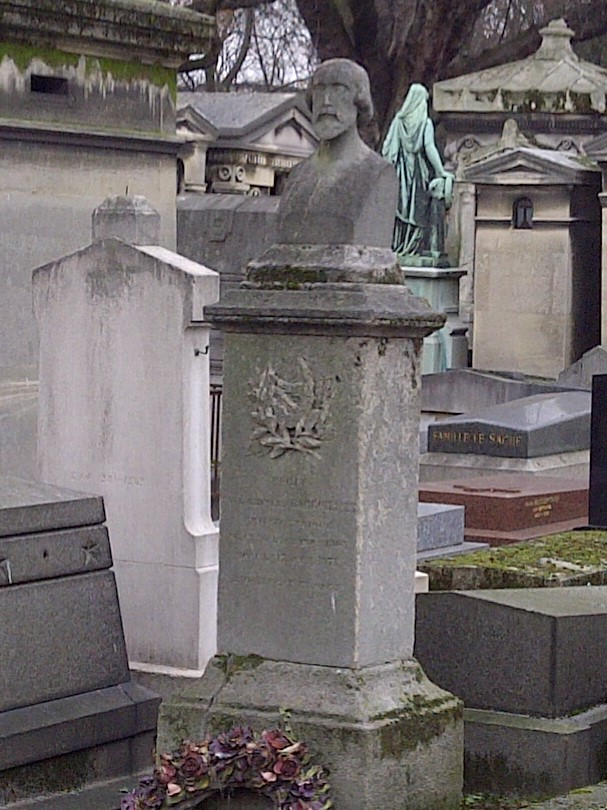
Tombe de Paul Barroilhet au cimetière de Montmartre (division 28).

Orienté vers le chant contre le souhait de son père, déjà connu à 18 ans du "Bayonne musical", il rencontre en 1823 un ami proche de Rossini qui lui proposa de rencontrer le Maitre en personne. Entré au Conservatoire, sur recommandation de ce dernier, dans la classe de chant de David Banderali, Barroilhet est ensuite parti pour l’Italie. Il a pris à Milan des leçons de Giacomo Panizza, avant d’aborder la carrière théâtrale dans le répertoire italien.

Caricature de Barroilhet (à droite) dans Charles VI d’Halévy (Galerie Caricaturale de la Mode du 25 février 1846.

Ses débuts ont été modestes, et il ne s’est d’abord produit que sur des théâtres de peu d’importance mais bientôt il a tenu l’emploi des barytons à Gênes, Vérone, Brescia, Bergame, Trieste, Turin, puis enfin à Rome et au théâtre San Carlo, de Naples, où il a côtoyé Adolphe Nourrit. À Rome, il a créé un rôle important dans L'assedio di Calais, de Donizetti et, à Naples, il a créé deux grands ouvrages de Saverio Mercadante : Elena da Feltre et la Vestale.
De fausses rumeurs sur sa mort à la suite d'une maladie, puis celle de son père en 1839 le font rentrer à Bayonne.

### Retour à Paris et succès (1840-1847)
De retour à Paris, engagé à l’Opéra, il y a débuté brillamment, le 3 décembre 1840, dans le rôle d’Alphonse de la Favorite. Sa réputation s’établit rapidement, grâce à sa belle voix, à son réel talent de chanteur et à ses grandes qualités dramatiques, dans les reprises de Guillaume Tell et de Don Juan, après quoi il a fait plusieurs grandes créations dans la Reine de Chypre ; Charles VI et le Lazzarone, de Fromental Halévy, Dom Sébastien de Portugal, de Donizetti, Richard en Palestine, d'Adolphe Adam, et Marie Stuart, de Louis Niedermeyer. C'est un proche de Donizetti avec qui il fut en contrat.

### En privé (1847-1871)
En 1847, à la suite de difficultés survenues entre la direction de l’opéra et lui, il quitte ce théâtre et, partant, abandonne la carrière dramatique, au milieu de ses plus grands triomphes. Cependant, il continuera à donner des représentations privées.  À partir de ce moment, il s’est livré sans réserve à sa passion un peu fantasque pour la peinture, achetant, revendant, défaisant et reformant sans cesse ses collections de tableaux. Une grande partie de sa collection fit l'objet d'une très célèbre vente en avril 1860 à Drouot : on peut y relever les noms de Greuze, Watteau, Fragonard, Chardin, Boucher pour l'École Française, Rubens, Rembrandt et Van Dyck, pour les Écoles Flamande et Hollandaise, Velasquez, Murillo et Goya pour l'École Espagnole, et enfin Véronèse, Tintoret, Guardi, Giotto, Boticelli, Caravage et Canaletti pour l'École Italienne. 
Sa carrière a été courte, mais extrêmement brillante, et le public l’avait rapidement pris en haute estime. Il s’était également essayé à la composition, et avait publié un certain nombre de romances.

### Mort
Il est mort subitement, des suites d’une bronchite contractée pendant le siège de Paris, alors qu’il faisait une partie de dominos. Par testament olographe, il léguait une somme de  800 francs "aux blessés de l'Armée du Rhin natifs de Bayonne". En raison de la Commune insurrectionnelle de Paris, il ne put être enterré à Bayonne comme souhaité. Il repose au Cimetière de Montmartre (28ème division, buste de J.P. Danian).